# Aleksandr Nevzórov
Aleksandr Nevzórov (rus: Александр Глебович Невзоров)  (Sant Petersburg, 3 d'agost de 1958), nom complet amb patronímic Aleksandr Glébovitx Nevzórov, és un periodista de televisió rus i soviètic, director de cinema i antic membre del parlament rus. És el fundador d'una escola d'equitació, Nevzorov Haute École. També s'ha dedicat a la crítica de la religió.

## Biografia

### Periodista
Nevzórov va començar a treballar per a la televisió de Leningrad el 1985. Des del desembre de 1987 fins a 1993 va presentar el programa 600 Seconds al canal de televisió de Leningrad, emès aleshores per tota la Unió Soviètica. El 12 de desembre de 1990, Nevzórov va ser ferit a trets a Leningrad durant una reunió amb algú que oferia documents sensibles. A la fi de 1991 el seu programa va ser retirat dues vegades i va començar a perdre perdent popularitat. Durant el cop d'estat d'agost Nevzórov va donar suport al Comitè Estatal de l'Estat d'Emergència, l'òrgan dels copistes. Nevzórov va formar el moviment Naixi (que no s'ha de confondre amb el posterior moviment juvenil pro-Putin del mateix nom). L'emissió es va tancar finalment arran de la victòria de Ieltsin en el seu enfrontament amb el Soviet Suprem rus (Nevzórov havia donat suport al bàndol anti-Ieltsin).
Nevzórov va treballar com a reporter a les guerres iugoslaves i a la guerra de Transnístria entre 1992 i 1993. El 1994 va ser un partidari de l'inici de la Primera Guerra Txetxena. El 1997 va escriure i dirigir la pel·lícula de televisió Chistilishche («Purgatori») sobre la guerra txetxena, coproduïda amb Boris Berezovsky i estrenada el març de 1998.

### Polític
A la campanya de 1993 va ser elegit diputat a la Duma Estatal de la Federació Russa per primera vegada, i des de llavors ha estat reelegit com a diputat independent tres vegades, fins a les eleccions de 2007, quan es van abolir els escons únics de la circumscripció.
Va ser assessor en cinema, televisió i ràdio de Vladímir Iàkovlev durant el mandat d'aquest com a batlle de Sant Petersburg.

### Comentarista
El 1999, Nevzórov va col·laborar amb el canal de televisió ORT i sovint hi va aparèixer com a comentarista polític al programa informatiu dels dissabtes a la nit de Sergei Dorenko.
Més tard va abandonar el periodisme polític i es va dedicar a l'equitació. Va fundar una escola d'equitació, Nevzorov Haute Ecole, i va escriure el llibre El cavall: crucificat i ressuscitat. Continua fent incursions puntuals en política. Va dirigir dos documentals, va produir diversos articles i publicacions en revistes i manté un bloc on expressa les seves opinions sobre l'ateisme fervent i les crítiques amargues cap al govern rus.
Durant la invasió russa d'Ucraïna del 2022 les autoritats russes van obrir un procés penal contra Nevzórov per un delicte de difusió de notícies falses. En concret, van detallar que l'investigaven per publicar intencionadament informació falsa sobre un atac deliberat de l'exèrcit rus contra un hospital de maternitat a Mariupol. També van apuntar que les fotografies que s'adjuntaven al text no corresponien. El bombardeig a l'hospital havia existit deixant almenys tres morts, entre ells un nen, però el govern rus ho va qualificar de muntatge.